# 川合喜一
川合 喜一（かわい きいち、1917年（大正6年）4月28日 - 2006年（平成18年）10月6日）は、昭和から平成時代前期の政治家。埼玉県川越市長。川越市名誉市民。

## 経歴
埼玉県出身。中央大学専門部商学科中退。1951年（昭和26年）川越市議会議員（6期）、同議長、副議長、1973年（昭和48年）川越市助役（2期）を経て、1981年（昭和56年）2月、川越市長に当選し、3期12年在任した。

## 栄典
位階
- 2006年（平成18年）10月6日 - 従四位[2]

勲章等
- 1975年（昭和50年）9月14日 - 藍綬褒章[2]
- 1993年（平成5年）4月29日 - 勲三等旭日中綬章[1][2]